# Ilie Moscovici
Ilie B. Moscovici (cunoscut și sub numele de Tovilie; n. 28 noiembrie 1885, Cucuteni, România – d. 1 noiembrie 1943, București, România) a fost un militant și un jurnalist socialist român, unul dintre liderii consacrați ai Partidului Social Democrat Român (PSDR). Socialist încă din tinerețe și membru al partidului de la crearea sa, în 1910, s-a întors din captivitate în Primul Război Mondial pentru a conduce PSDR din București și s-a implicat într-o ciocnire violentă cu autoritățile române. A mediat între curentele reformist și bolșevic și a ajutat la înființarea Partidului Socialist din România (PSR) ca o fuziune a ambelor tendințe. Moscovici a fost reprezentant al Partidului Socialist Român în camera deputaților, dar a fost destituit din cauza instigării sale la greva generală din 1920, apoi închis. Deși a votat împotriva înființării unui partid comunist provenit din Partidul Socialist Român și a criticat amestecul Cominternului în afacerile românești, a fost reținut din nou în anul 1921. Împreună cu comuniștii, a apărut în calitate de inculpat în Procesul din Dealul Spirii.
Moscovici a petrecut anii ’20 și ’30 reconstruind PSDR și lărgindu-i bazele, uneori alături și uneori împotriva socialistului moderat Constantin Titel Petrescu. El a fost reprezentantul partidului în cadrul Internaționalei Socialiste a Muncitorilor,  un militant al cauzei antifasciste și editor de literatură marxistă. Văzut din punct de vedere doctrinar ca fiind un social-democrat, a continuat să ia atitudine împotriva Partidului Comunist și a Uniunii Sovietice, avertizând împotriva formării unui „front popular”.
Persecutat de extrema dreaptă pentru politica sa și etnia sa evreiască, Moscovici era încă activ în cadrul PSDR aflat în clandestinitate în timpul celui de-Al Doilea Război Mondial. A murit, după o lungă boală, înainte de implicarea partidului său în lovitura de stat din august 1944. În anii următori, după ce PSDR a fost absorbit de Partidul Comunist Român, contribuția lui Moscovici a fost cenzurată din istoria socialistă. Munca sa a fost continuată de fiica sa, Mira Moscovici, care a ajutat la restabilirea unui PSDR independent în 1990, în perioada post-comunistă a țării. Printre rudele lui Moscovici se numără omul de științe sociale francez Serge Moscovici și fiul acestuia, politicianul Pierre Moscovici.